# Mandiraja (subdistrito)
Mandiraja é um subdistrito no distrito de banjarnegara, na província de Java Central, Indonésia. Este subdistrito tem uma área de 52.61 km. e uma população de 63.679 habitantes em 2010.

## Referência
1. ↑  Website resmi kabupaten banjarnegara banjarnegarakab.go.id Diakses tanggal 22 Maret 2020.
2. ↑  Badan Pusat Statistik (BPS) Resmi Republik Indonesia www.bps.go.id Diakses tanggal 22 Maret 2020.